# Grand Prix Austrálie 2019
Grand Prix Austrálie 2019 (oficiálně Formula 1 Rolex Australian Grand Prix 2019) se jela na okruhu Albert Park Circuit v Melbourne v Austrálii dne 17. března 2019. Závod byl prvním v pořadí v sezóně 2019 šampionátu Formule 1.

## Kvalifikace
| Poř.                       | No. | Jezdec             | Konstruktér               | Časy v kvalifikaci | Časy v kvalifikaci | Časy v kvalifikaci | Pořadí na startu |
| Poř.                       | No. | Jezdec             | Konstruktér               | Q1                 | Q2                 | Q3                 | Pořadí na startu |
| -------------------------- | --- | ------------------ | ------------------------- | ------------------ | ------------------ | ------------------ | ---------------- |
| 1                          | 44  | Lewis Hamilton     | Mercedes                  | 1:22.043           | 1:21.014           | 1:20.486           | 1                |
| 2                          | 77  | Valtteri Bottas    | Mercedes                  | 1:22.367           | 1:21.193           | 1:20.598           | 2                |
| 3                          | 5   | Sebastian Vettel   | Ferrari                   | 1:22.885           | 1:21.912           | 1:21.190           | 3                |
| 4                          | 33  | Max Verstappen     | Red Bull Racing-Honda     | 1:22.876           | 1:21.678           | 1:21.320           | 4                |
| 5                          | 16  | Charles Leclerc    | Ferrari                   | 1:22.017           | 1:21.739           | 1:21.442           | 5                |
| 6                          | 8   | Romain Grosjean    | Haas-Ferrari              | 1:22.959           | 1:21.870           | 1:21.826           | 6                |
| 7                          | 20  | Kevin Magnussen    | Haas-Ferrari              | 1:22.519           | 1:22.221           | 1:22.099           | 7                |
| 8                          | 4   | Lando Norris       | McLaren-Renault           | 1:22.702           | 1:22.423           | 1:22.304           | 8                |
| 9                          | 7   | Kimi Räikkönen     | Alfa Romeo Racing-Ferrari | 1:22.966           | 1:22.349           | 1:22.314           | 9                |
| 10                         | 11  | Sergio Pérez       | Racing Point-BWT Mercedes | 1:22.908           | 1:22.532           | 1:22.781           | 10               |
| 11                         | 27  | Nico Hülkenberg    | Renault                   | 1:22.540           | 1:22.562           |                    | 11               |
| 12                         | 3   | Daniel Ricciardo   | Renault                   | 1:22.921           | 1:22.570           |                    | 12               |
| 13                         | 23  | Alexander Albon    | Scuderia Toro Rosso-Honda | 1:22.757           | 1:22.636           |                    | 13               |
| 14                         | 99  | Antonio Giovinazzi | Alfa Romeo Racing-Ferrari | 1:22.431           | 1:22.714           |                    | 14               |
| 15                         | 26  | Daniil Kvjat       | Scuderia Toro Rosso-Honda | 1:22.511           | 1:22.774           |                    | 15               |
| 16                         | 18  | Lance Stroll       | Racing Point-BWT Mercedes | 1:23.017           |                    |                    | 16               |
| 17                         | 10  | Pierre Gasly       | Red Bull Racing-Honda     | 1:23.020           |                    |                    | 17               |
| 18                         | 55  | Carlos Sainz Jr.   | McLaren-Renault           | 1:23.084           |                    |                    | 18               |
| 19                         | 63  | George Russell     | Williams-Mercedes         | 1:24.360           |                    |                    | 19               |
| 20                         | 88  | Robert Kubica      | Williams-Mercedes         | 1:26.067           |                    |                    | 20               |
| 107% času vítěze: 1:27.758 |     |                    |                           |                    |                    |                    |                  |
| Zdroj:                     |     |                    |                           |                    |                    |                    |                  |

## Závod
| Poř.                                                               | No. | Jezdec             | Konstruktér               | Počet kol | Čas/Odstoupení      | Pořadí na startu | Body |
| ------------------------------------------------------------------ | --- | ------------------ | ------------------------- | --------- | ------------------- | ---------------- | ---- |
| 1                                                                  | 77  | Valtteri Bottas    | Mercedes                  | 58        | 1:25:27.325         | 2                | 26   |
| 2                                                                  | 44  | Lewis Hamilton     | Mercedes                  | 58        | +20.886             | 1                | 18   |
| 3                                                                  | 33  | Max Verstappen     | Red Bull Racing-Honda     | 58        | +22.520             | 4                | 15   |
| 4                                                                  | 5   | Sebastian Vettel   | Ferrari                   | 58        | +57.109             | 3                | 12   |
| 5                                                                  | 16  | Charles Leclerc    | Ferrari                   | 58        | +58.203             | 5                | 10   |
| 6                                                                  | 20  | Kevin Magnussen    | Haas-Ferrari              | 58        | +1:27.156           | 7                | 8    |
| 7                                                                  | 27  | Nico Hülkenberg    | Renault                   | 57        | +1 kolo             | 11               | 6    |
| 8                                                                  | 7   | Kimi Räikkönen     | Alfa Romeo Racing-Ferrari | 57        | +1 kolo             | 9                | 4    |
| 9                                                                  | 18  | Lance Stroll       | Racing Point-BWT Mercedes | 57        | +1 kolo             | 16               | 2    |
| 10                                                                 | 26  | Daniil Kvjat       | Scuderia Toro Rosso-Honda | 57        | +1 kolo             | 15               | 1    |
| 11                                                                 | 10  | Pierre Gasly       | Red Bull Racing-Honda     | 57        | +1 kolo             | 17               |      |
| 12                                                                 | 4   | Lando Norris       | McLaren-Renault           | 57        | +1 kolo             | 8                |      |
| 13                                                                 | 11  | Sergio Pérez       | Racing Point-BWT Mercedes | 57        | +1 kolo             | 10               |      |
| 14                                                                 | 23  | Alexander Albon    | Scuderia Toro Rosso-Honda | 57        | +1 kolo             | 13               |      |
| 15                                                                 | 99  | Antonio Giovinazzi | Alfa Romeo Racing-Ferrari | 57        | +1 kolo             | 14               |      |
| 16                                                                 | 63  | George Russell     | Williams-Mercedes         | 56        | +2 kola             | 19               |      |
| 17                                                                 | 88  | Robert Kubica      | Williams-Mercedes         | 55        | +3 kola             | 20               |      |
| Ret                                                                | 8   | Romain Grosjean    | Haas-Ferrari              | 29        | Uvolněná pneumatika | 6                |      |
| Ret                                                                | 3   | Daniel Ricciardo   | Renault                   | 28        | Poškození           | 12               |      |
| Ret                                                                | 55  | Carlos Sainz Jr.   | McLaren-Renault           | 9         | Motor               | 18               |      |
| Nejrychlejší kolo: Valtteri Bottas (Mercedes) 1:25.580 (v kole 57) |     |                    |                           |           |                     |                  |      |
| Zdroj:                                                             |     |                    |                           |           |                     |                  |      |

Poznámky
1. ↑  Valtteri Bottas získal jeden bod za zajetí nejrychlejšího kola.

## Průběžné pořadí po závodě
Pohár jezdců
|        | Pořadí | Jezdec           | Body |
| ------ | ------ | ---------------- | ---- |
|        | 1      | Valtteri Bottas  | 26   |
|        | 2      | Lewis Hamilton   | 18   |
|        | 3      | Max Verstappen   | 15   |
|        | 4      | Sebastian Vettel | 12   |
|        | 5      | Charles Leclerc  | 10   |
| Zdroj: |        |                  |      |

Pohár konstruktérů
|        | Pořadí | Konstruktér           | Body |
| ------ | ------ | --------------------- | ---- |
|        | 1      | Mercedes              | 44   |
|        | 2      | Ferrari               | 22   |
|        | 3      | Red Bull Racing-Honda | 15   |
|        | 4      | Haas-Ferrari          | 8    |
|        | 5      | Renault               | 6    |
| Zdroj: |        |                       |      |